# Гай Юлій Цезар
Гай Ю́лій Це́зар (лат. Gaius Iulius Caesar; 12/13 липня 100 до н. е. — 15 березня 44 до н. е.) — давньоримський державний і політичний діяч, полководець, письменник. Римський консул (59, 48, 46, 45 і 44 до н.е), диктатор (49, 48—47 і 46—44 до н. е.), великий понтифік (з 63 до н. е.). Один із найвидатніших полководців античності. Докорінно змінив політично-суспільний і культурний ландшафт стародавнього Середземномор'я та Західної Європи. Представник римського патриціанського роду Юліїв.
Народився у Римі, Римська республіка. Послідовно пройшов всі державні посади згідно cursus honorum і став консулом «у свій рік». Здобув популярність серед плебсу, виступаючи на підтримку ініціатив народних трибунів і народних зборів, та завдяки багаторазовим щедрим роздачам хліба та грошей соціальним низам. Ініціативи Цезаря суперечили інтересам консервативних сенаторів-оптиматів, внаслідок чого з ними почалося протистояння, яке, з часом, все більше загострювалося.
Щоб подолати спротив сенату, бл. 60 до н. е. разом із Помпеєм Великим і Марком Крассом утворив політичний союз (перший тріумвірат). Після консульства як проконсул отримав імперій у складі трьох провінцій (Нарбону, Цизальпію та Ілірік) з правом набрати 4 легіони, які, відповідно, стали економічною базою та основою армії для війни з галлами (58—50 рр. до н. е.). За 8 років Цезар завоював Галлію і здійснив кілька вдалих грабіжницьких походів на германців за Рейном та кельтів на півдні Британського острова.
Політичний союз з Помпеєм остаточно розпався у 49 до н. е., коли той перейшов на сторону сенату, у відповідь Цезар повів військо на Рим, чим розпочав громадянську війну (49—45 до н. е.). У вирішальній битві при Фарсалі у 48 до н. е. Помпей, маючи значно чисельнішу армію, зазнав поразки від Цезаря і, невдовзі, загинув. Однак, ще 3 роки помпеянці чинили спротив у різних провінціях (Іспанії, Греції та Африці), довелося воювати з Понтійським царством, до того ж Цезар прагнув підкорити Єгипет, тому війна завершилася лише у 45 до н. е.
Після перемоги був оголошеним довічним диктатором і прийняв почесний титул «імператор», що став частиною його імені, при цьому демонстративно відмовився від символів влади стародавніх римських царів. Не зважаючи на постійні військові походи, зумів провести ряд важливих реформ. В березні 44 до н. е. був убитий в Римі сенаторами-заколотниками на чолі з Гаєм Касієм і Марком Брутом. Внучатий племінник Цезаря Октавіан Август отримав за заповітом більшу частину спадщини і згодом став першим римським імператором.
До Цезаря по-різному ставилися при житті, і ця традиція збереглася в Римській імперії: його ім'я всіляко відбілювали прихильники правителів, а опозиціонери вихваляли його жертв і змовників. Дуже популярною була особистість Цезаря в Середньовіччі і в Новий час. Крім політичної і військової діяльності, Цезар відомий і як літератор. Завдяки простоті та ясності стилю, його твори вважаються класикою давньоримської літератури і використовуються при вивченні латинської мови. Від імені Юлія Цезаря походять титули цісар, кайзер та цар, а також назва сьомого місяця року в багатьох європейських мовах (липень англійською — July).

## Походження і дитинство

### Походження
Гай Юлій Цезар народився в стародавній патриціанській родині Юліїв. У V—IV століттях до н. е. Юлії відігравали значну роль у житті Риму. З представників сімейства вийшли, зокрема, один диктатор, один начальник кінноти (заступник диктатора) і один член колегії децемвірів, які розробили закони Десяти таблиць — початковий варіант знаменитих законів Дванадцяти таблиць. Як і більшість родин з стародавньою історією, Юлії мали загальний міф про своє походження. Вони зводили свій рід до богині Венери через Енея.
Міфічна версія походження Юліїв була добре відома вже до 200 року до н. е., і Катон Старший записав версію про етимологію родового імені Юліїв. На його думку, перший носій цього імені Юл отримав прізвисько від грец. ἴουλος (пушок, перші волосся на щоках і підборідді).

Майже всі Юлії в V—IV століттях до н. е. носили когномен Юл, який, ймовірно, був спочатку єдиним в їх сімействі. Гілка Юліїв Цезарів напевно походила від Юліїв Юлів, хоча сполучні ланки між ними невідомі. Першим відомим Цезарем був претор 208 року до н. е., згаданий Титом Лівієм. Етимологія когномена «Caesar» достовірно невідома і була забута вже в римську епоху. Елій Спартіан, один з авторів життєписів Августів, записав чотири версії, які існували до IV століття н. е.:
 "… самі вчені й освічені люди вважають, що той перший, хто був так названий, отримав це ім'я від назви слона (який мовою маврів називається  цезай ), убитого ним в битві; [Або] тому, що народився від мертвої матері і був вирізаний з її лона ; або тому, що він вийшов з лона матері вже з довгим волоссям ; або тому, що він мав такі блискучі сіро-блакитні очі, яких не буває у людей ". </ Blockquote> До теперішнього часу достовірна етимологія імені неясна, але частіше передбачається походження когномена з етруської мови ( aisar  — бог; схоже походження мають римські імена Цезій, Цезонія і Цезенній).
До початку I століття до н. е. в Римі були відомі дві гілки Юліїв Цезарів. Вони перебували один з одним в досить близькій, але точно не встановленій спорідненості. Дві гілки були зареєстровані в різних трибах, а до 80-х років до н. е. вони мали і абсолютно протилежну політичну орієнтацію, орієнтуючись на двох ворогуючих політиків. Найближчі родичі майбутнього диктатора орієнтувалися на Гая Марія (його дружиною стала Юлія, тітка Гая), а Цезарі з іншої гілки підтримали Суллу. При цьому остання гілка відігравала більшу роль в суспільному житті, ніж та, до якої належав Гай. Родичі Гая по лінії матері і бабусі не могли похвалитися спорідненістю з богами, проте всі вони належали до еліти римського суспільства — нобілітету. Мати Цезаря — Аврелія — належала до багатої і впливової плебейської сім'ї з роду Авреліїв. Рід бабусі Гая — Марції — зводив своє походження до четвертого римського царя Анку Марція.
|  |  |  |  |  |  |  |  |  |  | Цецилія Метелла Македонік | Цецилія Метелла Македонік | Цецилія Метелла Македонік | Цецилія Метелла Македонік | Цецилія Метелла Македонік | Цецилія Метелла Македонік |                  |                  | Луцій Юлій Лібон Молодший                       | Луцій Юлій Лібон Молодший                       | Луцій Юлій Лібон Молодший                       | Луцій Юлій Лібон Молодший                       | Луцій Юлій Лібон Молодший                       | Луцій Юлій Лібон Молодший                       |                        |                        | Луцій Юлій Лібон       | Луцій Юлій Лібон       | Луцій Юлій Лібон | Луцій Юлій Лібон | Луцій Юлій Лібон     | Луцій Юлій Лібон     |                      |                      | Луцій Юлій Лібон (батько) | Луцій Юлій Лібон (батько) | Луцій Юлій Лібон (батько) | Луцій Юлій Лібон (батько) | Луцій Юлій Лібон (батько) | Луцій Юлій Лібон (батько) |                          |                          | Луцій Юлій Лібон (дід)   | Луцій Юлій Лібон (дід)   | Луцій Юлій Лібон (дід) | Луцій Юлій Лібон (дід) | Луцій Юлій Лібон (дід) | Луцій Юлій Лібон (дід) |  |  |  |  |  |  |  |  |  |  |  |  |  |  |  |  |  |  |  |  |  |  |  |  |  |  |  |  |  |  |
|  |  |  |  |  |  |  |  |  |  | Цецилія Метелла Македонік | Цецилія Метелла Македонік | Цецилія Метелла Македонік | Цецилія Метелла Македонік | Цецилія Метелла Македонік | Цецилія Метелла Македонік |                  |                  | Луцій Юлій Лібон Молодший                       | Луцій Юлій Лібон Молодший                       | Луцій Юлій Лібон Молодший                       | Луцій Юлій Лібон Молодший                       | Луцій Юлій Лібон Молодший                       | Луцій Юлій Лібон Молодший                       |                        |                        | Луцій Юлій Лібон       | Луцій Юлій Лібон       | Луцій Юлій Лібон | Луцій Юлій Лібон | Луцій Юлій Лібон     | Луцій Юлій Лібон     |                      |                      | Луцій Юлій Лібон (батько) | Луцій Юлій Лібон (батько) | Луцій Юлій Лібон (батько) | Луцій Юлій Лібон (батько) | Луцій Юлій Лібон (батько) | Луцій Юлій Лібон (батько) |                          |                          | Луцій Юлій Лібон (дід)   | Луцій Юлій Лібон (дід)   | Луцій Юлій Лібон (дід) | Луцій Юлій Лібон (дід) | Луцій Юлій Лібон (дід) | Луцій Юлій Лібон (дід) |  |  |  |  |  |  |  |  |  |  |  |  |  |  |  |  |  |  |  |  |  |  |  |  |  |  |  |  |  |  |
|  |  |  |  |  |  |  |  |  |  |                           |                           |                           |                           |                           |                           |                  |                  |                                                 |                                                 |                                                 |                                                 |                                                 |                                                 |                        |                        |                        |                        |                  |                  |                      |                      |                      |                      |                           |                           |                           |                           |                           |                           |                          |                          |                          |                          |                        |                        |                        |                        |  |  |  |  |  |  |  |  |  |  |  |  |  |  |  |  |  |  |  |  |  |  |  |  |  |  |  |  |  |  |
|  |  |  |  |  |  |  |  |  |  |                           |                           |                           |                           |                           |                           |                  |                  |                                                 |                                                 |                                                 |                                                 |                                                 |                                                 |                        |                        |                        |                        |                  |                  |                      |                      |                      |                      |                           |                           |                           |                           |                           |                           |                          |                          |                          |                          |                        |                        |                        |                        |  |  |  |  |  |  |  |  |  |  |  |  |  |  |  |  |  |  |  |  |  |  |  |  |  |  |  |  |  |  |
|  |  |  |  |  |  |  |  |  |  |                           |                           |                           |                           | Луцій Юлій Цезар          | Луцій Юлій Цезар          | Луцій Юлій Цезар | Луцій Юлій Цезар | Луцій Юлій Цезар                                | Луцій Юлій Цезар                                |                                                 |                                                 | Нумерій Юлій Цезар                              | Нумерій Юлій Цезар                              | Нумерій Юлій Цезар     | Нумерій Юлій Цезар     | Нумерій Юлій Цезар     | Нумерій Юлій Цезар     |                  |                  |                      |                      |                      |                      |                           |                           |                           |                           |                           |                           |                          |                          |                          |                          |                        |                        |                        |                        |  |  |  |  |  |  |  |  |  |  |  |  |  |  |  |  |  |  |  |  |  |  |  |  |  |  |  |  |  |  |
|  |  |  |  |  |  |  |  |  |  |                           |                           |                           |                           | Луцій Юлій Цезар          | Луцій Юлій Цезар          | Луцій Юлій Цезар | Луцій Юлій Цезар | Луцій Юлій Цезар                                | Луцій Юлій Цезар                                |                                                 |                                                 | Нумерій Юлій Цезар                              | Нумерій Юлій Цезар                              | Нумерій Юлій Цезар     | Нумерій Юлій Цезар     | Нумерій Юлій Цезар     | Нумерій Юлій Цезар     |                  |                  |                      |                      |                      |                      |                           |                           |                           |                           |                           |                           |                          |                          |                          |                          |                        |                        |                        |                        |  |  |  |  |  |  |  |  |  |  |  |  |  |  |  |  |  |  |  |  |  |  |  |  |  |  |  |  |  |  |
|  |  |  |  |  |  |  |  |  |  |                           |                           |                           |                           |                           |                           |                  |                  |                                                 |                                                 |                                                 |                                                 |                                                 |                                                 |                        |                        |                        |                        |                  |                  |                      |                      |                      |                      |                           |                           |                           |                           |                           |                           |                          |                          |                          |                          |                        |                        |                        |                        |  |  |  |  |  |  |  |  |  |  |  |  |  |  |  |  |  |  |  |  |  |  |  |  |  |  |  |  |  |  |
|  |  |  |  |  |  |  |  |  |  |                           |                           |                           |                           |                           |                           |                  |                  |                                                 |                                                 |                                                 |                                                 |                                                 |                                                 |                        |                        |                        |                        |                  |                  |                      |                      |                      |                      |                           |                           |                           |                           |                           |                           |                          |                          |                          |                          |                        |                        |                        |                        |  |  |  |  |  |  |  |  |  |  |  |  |  |  |  |  |  |  |  |  |  |  |  |  |  |  |  |  |  |  |
|  |  |  |  |  |  |  |  |  |  | Луцій Юлій Цезар          | Луцій Юлій Цезар          | Луцій Юлій Цезар          | Луцій Юлій Цезар          | Луцій Юлій Цезар          | Луцій Юлій Цезар          |                  |                  | Секст Юлій Цезар I                              | Секст Юлій Цезар I                              | Секст Юлій Цезар I                              | Секст Юлій Цезар I                              | Секст Юлій Цезар I                              | Секст Юлій Цезар I                              |                        |                        | Гай Юлій Цезар I       | Гай Юлій Цезар I       | Гай Юлій Цезар I | Гай Юлій Цезар I | Гай Юлій Цезар I     | Гай Юлій Цезар I     |                      |                      | Гай Юлій Цезар II         | Гай Юлій Цезар II         | Гай Юлій Цезар II         | Гай Юлій Цезар II         | Гай Юлій Цезар II         | Гай Юлій Цезар II         |                          |                          | Марція Регія             | Марція Регія             | Марція Регія           | Марція Регія           | Марція Регія           | Марція Регія           |  |  |  |  |  |  |  |  |  |  |  |  |  |  |  |  |  |  |  |  |  |  |  |  |  |  |  |  |  |  |
|  |  |  |  |  |  |  |  |  |  | Луцій Юлій Цезар          | Луцій Юлій Цезар          | Луцій Юлій Цезар          | Луцій Юлій Цезар          | Луцій Юлій Цезар          | Луцій Юлій Цезар          |                  |                  | Секст Юлій Цезар I                              | Секст Юлій Цезар I                              | Секст Юлій Цезар I                              | Секст Юлій Цезар I                              | Секст Юлій Цезар I                              | Секст Юлій Цезар I                              |                        |                        | Гай Юлій Цезар I       | Гай Юлій Цезар I       | Гай Юлій Цезар I | Гай Юлій Цезар I | Гай Юлій Цезар I     | Гай Юлій Цезар I     |                      |                      | Гай Юлій Цезар II         | Гай Юлій Цезар II         | Гай Юлій Цезар II         | Гай Юлій Цезар II         | Гай Юлій Цезар II         | Гай Юлій Цезар II         |                          |                          | Марція Регія             | Марція Регія             | Марція Регія           | Марція Регія           | Марція Регія           | Марція Регія           |  |  |  |  |  |  |  |  |  |  |  |  |  |  |  |  |  |  |  |  |  |  |  |  |  |  |  |  |  |  |
|  |  |  |  |  |  |  |  |  |  |                           |                           |                           |                           |                           |                           |                  |                  |                                                 |                                                 |                                                 |                                                 |                                                 |                                                 |                        |                        |                        |                        |                  |                  |                      |                      |                      |                      |                           |                           |                           |                           |                           |                           |                          |                          |                          |                          |                        |                        |                        |                        |  |  |  |  |  |  |  |  |  |  |  |  |  |  |  |  |  |  |  |  |  |  |  |  |  |  |  |  |  |  |
|  |  |  |  |  |  |  |  |  |  |                           |                           |                           |                           |                           |                           |                  |                  |                                                 |                                                 |                                                 |                                                 |                                                 |                                                 |                        |                        |                        |                        |                  |                  |                      |                      |                      |                      |                           |                           |                           |                           |                           |                           |                          |                          |                          |                          |                        |                        |                        |                        |  |  |  |  |  |  |  |  |  |  |  |  |  |  |  |  |  |  |  |  |  |  |  |  |  |  |  |  |  |  |
|  |  |  |  |  |  |  |  |  |  | Гай Марій                 | Гай Марій                 | Гай Марій                 | Гай Марій                 | Гай Марій                 | Гай Марій                 |                  |                  | Юлія                                            | Юлія                                            | Юлія                                            | Юлія                                            | Юлія                                            | Юлія                                            |                        |                        | Аврелія Котта          | Аврелія Котта          | Аврелія Котта    | Аврелія Котта    | Аврелія Котта        | Аврелія Котта        |                      |                      | Гай Юлій Цезар Старший    | Гай Юлій Цезар Старший    | Гай Юлій Цезар Старший    | Гай Юлій Цезар Старший    | Гай Юлій Цезар Старший    | Гай Юлій Цезар Старший    |                          |                          | Секст Юлій Цезар III     | Секст Юлій Цезар III     | Секст Юлій Цезар III   | Секст Юлій Цезар III   | Секст Юлій Цезар III   | Секст Юлій Цезар III   |  |  |  |  |  |  |  |  |  |  |  |  |  |  |  |  |  |  |  |  |  |  |  |  |  |  |  |  |  |  |
|  |  |  |  |  |  |  |  |  |  | Гай Марій                 | Гай Марій                 | Гай Марій                 | Гай Марій                 | Гай Марій                 | Гай Марій                 |                  |                  | Юлія                                            | Юлія                                            | Юлія                                            | Юлія                                            | Юлія                                            | Юлія                                            |                        |                        | Аврелія Котта          | Аврелія Котта          | Аврелія Котта    | Аврелія Котта    | Аврелія Котта        | Аврелія Котта        |                      |                      | Гай Юлій Цезар Старший    | Гай Юлій Цезар Старший    | Гай Юлій Цезар Старший    | Гай Юлій Цезар Старший    | Гай Юлій Цезар Старший    | Гай Юлій Цезар Старший    |                          |                          | Секст Юлій Цезар III     | Секст Юлій Цезар III     | Секст Юлій Цезар III   | Секст Юлій Цезар III   | Секст Юлій Цезар III   | Секст Юлій Цезар III   |  |  |  |  |  |  |  |  |  |  |  |  |  |  |  |  |  |  |  |  |  |  |  |  |  |  |  |  |  |  |
|  |  |  |  |  |  |  |  |  |  |                           |                           |                           |                           |                           |                           |                  |                  |                                                 |                                                 |                                                 |                                                 |                                                 |                                                 |                        |                        |                        |                        |                  |                  |                      |                      |                      |                      |                           |                           |                           |                           |                           |                           |                          |                          |                          |                          |                        |                        |                        |                        |  |  |  |  |  |  |  |  |  |  |  |  |  |  |  |  |  |  |  |  |  |  |  |  |  |  |  |  |  |  |
|  |  |  |  |  |  |  |  |  |  |                           |                           |                           |                           |                           |                           |                  |                  |                                                 |                                                 |                                                 |                                                 |                                                 |                                                 |                        |                        |                        |                        |                  |                  |                      |                      |                      |                      |                           |                           |                           |                           |                           |                           |                          |                          |                          |                          |                        |                        |                        |                        |  |  |  |  |  |  |  |  |  |  |  |  |  |  |  |  |  |  |  |  |  |  |  |  |  |  |  |  |  |  |
|  |  |  |  |  |  |  |  |  |  |                           |                           |                           |                           |                           |                           |                  |                  | Квінт Педій Старший (1) Луцій Пінар Старший (2) | Квінт Педій Старший (1) Луцій Пінар Старший (2) | Квінт Педій Старший (1) Луцій Пінар Старший (2) | Квінт Педій Старший (1) Луцій Пінар Старший (2) | Квінт Педій Старший (1) Луцій Пінар Старший (2) | Квінт Педій Старший (1) Луцій Пінар Старший (2) |                        |                        | Юлія Старша            | Юлія Старша            | Юлія Старша      | Юлія Старша      | Юлія Старша          | Юлія Старша          |                      |                      | Юлія Менша                | Юлія Менша                | Юлія Менша                | Юлія Менша                | Юлія Менша                | Юлія Менша                |                          |                          | Марк Атій Бальб          | Марк Атій Бальб          | Марк Атій Бальб        | Марк Атій Бальб        | Марк Атій Бальб        | Марк Атій Бальб        |  |  |  |  |  |  |  |  |  |  |  |  |  |  |  |  |  |  |  |  |  |  |  |  |  |  |  |  |  |  |
|  |  |  |  |  |  |  |  |  |  |                           |                           |                           |                           |                           |                           |                  |                  | Квінт Педій Старший (1) Луцій Пінар Старший (2) | Квінт Педій Старший (1) Луцій Пінар Старший (2) | Квінт Педій Старший (1) Луцій Пінар Старший (2) | Квінт Педій Старший (1) Луцій Пінар Старший (2) | Квінт Педій Старший (1) Луцій Пінар Старший (2) | Квінт Педій Старший (1) Луцій Пінар Старший (2) |                        |                        | Юлія Старша            | Юлія Старша            | Юлія Старша      | Юлія Старша      | Юлія Старша          | Юлія Старша          |                      |                      | Юлія Менша                | Юлія Менша                | Юлія Менша                | Юлія Менша                | Юлія Менша                | Юлія Менша                |                          |                          | Марк Атій Бальб          | Марк Атій Бальб          | Марк Атій Бальб        | Марк Атій Бальб        | Марк Атій Бальб        | Марк Атій Бальб        |  |  |  |  |  |  |  |  |  |  |  |  |  |  |  |  |  |  |  |  |  |  |  |  |  |  |  |  |  |  |
|  |  |  |  |  |  |  |  |  |  |                           |                           |                           |                           |                           |                           |                  |                  |                                                 |                                                 |                                                 |                                                 |                                                 |                                                 |                        |                        |                        |                        |                  |                  |                      |                      |                      |                      |                           |                           |                           |                           |                           |                           |                          |                          |                          |                          |                        |                        |                        |                        |  |  |  |  |  |  |  |  |  |  |  |  |  |  |  |  |  |  |  |  |  |  |  |  |  |  |  |  |  |  |
|  |  |  |  |  |  |  |  |  |  |                           |                           |                           |                           |                           |                           |                  |                  |                                                 |                                                 |                                                 |                                                 | Перша дружина Корнелія                          | Перша дружина Корнелія                          | Перша дружина Корнелія | Перша дружина Корнелія | Перша дружина Корнелія | Перша дружина Корнелія |                  |                  | Гай Юлій Цезар       | Гай Юлій Цезар       | Гай Юлій Цезар       | Гай Юлій Цезар       | Гай Юлій Цезар            | Гай Юлій Цезар            |                           |                           | Третя дружина Кальпурнія  | Третя дружина Кальпурнія  | Третя дружина Кальпурнія | Третя дружина Кальпурнія | Третя дружина Кальпурнія | Третя дружина Кальпурнія |                        |                        |                        |                        |  |  |  |  |  |  |  |  |  |  |  |  |  |  |  |  |  |  |  |  |  |  |  |  |  |  |  |  |  |  |
|  |  |  |  |  |  |  |  |  |  |                           |                           |                           |                           |                           |                           |                  |                  |                                                 |                                                 |                                                 |                                                 | Перша дружина Корнелія                          | Перша дружина Корнелія                          | Перша дружина Корнелія | Перша дружина Корнелія | Перша дружина Корнелія | Перша дружина Корнелія |                  |                  | Гай Юлій Цезар       | Гай Юлій Цезар       | Гай Юлій Цезар       | Гай Юлій Цезар       | Гай Юлій Цезар            | Гай Юлій Цезар            |                           |                           | Третя дружина Кальпурнія  | Третя дружина Кальпурнія  | Третя дружина Кальпурнія | Третя дружина Кальпурнія | Третя дружина Кальпурнія | Третя дружина Кальпурнія |                        |                        |                        |                        |  |  |  |  |  |  |  |  |  |  |  |  |  |  |  |  |  |  |  |  |  |  |  |  |  |  |  |  |  |  |
|  |  |  |  |  |  |  |  |  |  |                           |                           |                           |                           |                           |                           |                  |                  |                                                 |                                                 |                                                 |                                                 |                                                 |                                                 |                        |                        |                        |                        |                  |                  |                      |                      |                      |                      |                           |                           |                           |                           |                           |                           |                          |                          |                          |                          |                        |                        |                        |                        |  |  |  |  |  |  |  |  |  |  |  |  |  |  |  |  |  |  |  |  |  |  |  |  |  |  |  |  |  |  |
|  |  |  |  |  |  |  |  |  |  |                           |                           |                           |                           |                           |                           |                  |                  |                                                 |                                                 |                                                 |                                                 | Юлія                                            | Юлія                                            | Юлія                   | Юлія                   | Юлія                   | Юлія                   |                  |                  | Друга дружина Помпея | Друга дружина Помпея | Друга дружина Помпея | Друга дружина Помпея | Друга дружина Помпея      | Друга дружина Помпея      |                           |                           |                           |                           |                          |                          |                          |                          |                        |                        |                        |                        |  |  |  |  |  |  |  |  |  |  |  |  |  |  |  |  |  |  |  |  |  |  |  |  |  |  |  |  |  |  |
|  |  |  |  |  |  |  |  |  |  |                           |                           |                           |                           |                           |                           |                  |                  |                                                 |                                                 |                                                 |                                                 | Юлія                                            | Юлія                                            | Юлія                   | Юлія                   | Юлія                   | Юлія                   |                  |                  | Друга дружина Помпея | Друга дружина Помпея | Друга дружина Помпея | Друга дружина Помпея | Друга дружина Помпея      | Друга дружина Помпея      |                           |                           |                           |                           |                          |                          |                          |                          |                        |                        |                        |                        |  |  |  |  |  |  |  |  |  |  |  |  |  |  |  |  |  |  |  |  |  |  |  |  |  |  |  |  |  |  |

### Дата народження
Дата народження Цезаря залишається предметом дискусій для дослідників. Свідоцтва джерел з цього питання різняться. Непрямі вказівки більшості античних авторів дозволяють датувати народження диктатора 100-м роком до н. е., хоча Євтропій згадує, що під час битви при Мунді (17 березня 45 року до н. е.) Йому було 56 років. У двох важливих систематичних джерелах про життя диктатора — його біографіях авторства Светонія і Плутарха — не збереглися початки текстів з розповідями про обставини народження.
Причиною розбіжностей в історіографії стало, однак, невідповідність часу заняття Цезарем магістратур відомої практиці: Цезар займав усі магістратури раніше нормальної послідовності ( cursus honorum ) приблизно на два роки. Через це Теодор Моммзен запропонував вважати датою народження Цезаря 102 рік до н. е. З початку XX століття почали пропонуватися інші варіанти вирішення невідповідності. Викликає дискусії і день народження Гая — 12 або 13 липня. Про четвертий день перед ідами квинтіліса (12 липня) згадує Макробій в «Сатурналіях». Діон Кассій, однак, розповідає, що після смерті диктатора дату його народження перенесли з 13-го на 12-те липня особливим наказом другого тріумвірату. Єдиної думки про дату народження Цезаря, таким чином, немає. Роком його появи на світ найчастіше визнається 100 до н. е. (У Франції його частіше зараховують до 101 року до н. е., як запропонував Жером Каркопіно). Днем народження диктатора однаково часто вважають 12 або 13 липня.

### Дитинство
Будинок, де ріс Цезар, знаходився в Субурі — районі Рима, який мав репутацію неблагополучного. У дитинстві він навчався грецької мови, літератури, риторики на дому. Практикувалися фізичні вправи, плавання, верхова їзда. Серед вчителів юного Гая відомий великий ритор Гніфон, який також був одним з вчителів Цицерона. Приблизно в 85 році до н. е. Цезар втратив батька: за повідомленням Плінія Старшого, той помер, нахилившись, щоб надіти взуття. Після смерті батька, Цезар фактично очолив все сімейство Юліїв, оскільки всі найближчі родичі-чоловіки, старші від нього, до того часу померли. Незабаром Гай заручився з Коссуцією, дівчиною з багатої сім'ї з стану вершників (за іншою версією, вони встигли одружитися).

## Початок політичної кар'єри

### Шлюб і служба в Азії
У середині 80-х років до н. е. консул Цинна висунув Цезаря на почесну посаду фламіна Юпітера. Цей жрець був пов'язаний безліччю сакральних обмежень, які серйозно обмежували можливості заняття магістратур. Для вступу на посаду йому було потрібно спочатку одружитися старовинним обрядом confarreatio на дівчині з патриціанської сім'ї, і Цинна запропонував Гаю свою дочку Корнелію. Молодий Юлій погодився, хоча йому довелося розірвати заручини з Коссуцією. Однак вступ Цезаря на посаду викликає певний сумнів. На думку Лілі Рос Тейлор, великий понтифік Квінтій Муцій Сцевола (противник Марія і Цинни) відмовився проводити церемонію інавгурації Гая Юлія. Ернст Бедіан, втім, вважає, що Цезар все ж був введений в посаду. Як правило, призначення Цезаря розглядається в історіографії як нездоланна перешкода на шляху його подальшої політичної кар'єри. Втім, існує і протилежна точка зору: заняття настільки почесної посади було доброю нагодою зміцнити авторитет старовинного роду для цієї гілки Цезарів, далеко не всі представники якого домагалися вищої магістратури консула.
Незабаром після весілля з Корнелією Цинну вбили солдати-бунтівники, а в наступному році почалася Громадянська війна, в якій Цезар, ймовірно, не брав участі. Зі встановленням диктатури Луція Корнелія Сулли і початком проскрипцій життя Цезаря опинилося в небезпеці: диктатор не щадив політичних опонентів і особистих ворогів, а Гай виявився племінником Гая Марія і зятем Цинни. Сулла зажадав від Цезаря розлучитися з дружиною, що не було унікальним випадком доказом лояльності, проте той відмовився це зробити. Зрештою, Сулла вніс ім'я Цезаря в проскрипційний список, і він був змушений покинути Рим. Джерела повідомляють, ніби Цезар довго переховувався, роздаючи хабарі розшукуючим його сулланцям, але ці розповіді малоправдоподібні. Впливові родичі Гая в Римі тим часом зуміли домогтися помилування для Цезаря. Додатковою обставиною, пом'якшити диктатора, стало походження Цезаря з стану патриціїв, представників якого консерватор Сулла жодного разу не стратив.
Незабаром Цезар покинув Італію і приєднався до свити Марка Минуція Ферма, намісника провінції Азія. Ім'я Цезаря було добре відомо в цій провінції: близько десяти років тому її намісником був його батько. Гай став одним з контуберналів Ферма — дітей сенаторів і молодих вершників, які навчалися військової справи і провінційному управлінню під наглядом діючого магістрату. Спочатку Ферм доручив молодому патрицієві переговори з царем Віфінії Нікомедом IV. Цезар зумів переконати царя передати в розпорядження Ферма частину свого флоту, щоб намісник зміг захопити місто Мітилена на Лесбосі, яке не визнавало підсумків Першої Мітрідатової війни і чинило супротив римлянам. Після успішного виконання цього доручення Ферм направив війська проти Мітилени, і незабаром римляни взяли місто. Після битви Цезар був удостоєний громадянської корони (лат. corona civica) — почесної військової нагороди, яка надавалась за порятунок життя римського громадянина. Після взяття Мітилени кампанія на Лесбосі завершилася. Незабаром Ферм склав повноваження, і Цезар вирушив до Кілікії до її намісника Публія Сервілія Ватія, який організовував військову кампанію проти піратів. Однак коли в 78 році до н. е. з Італії прийшли звістки про смерть Сулли, Цезар негайно повернувся в Рим.

### Повернення в Рим і участь в політичній боротьбі

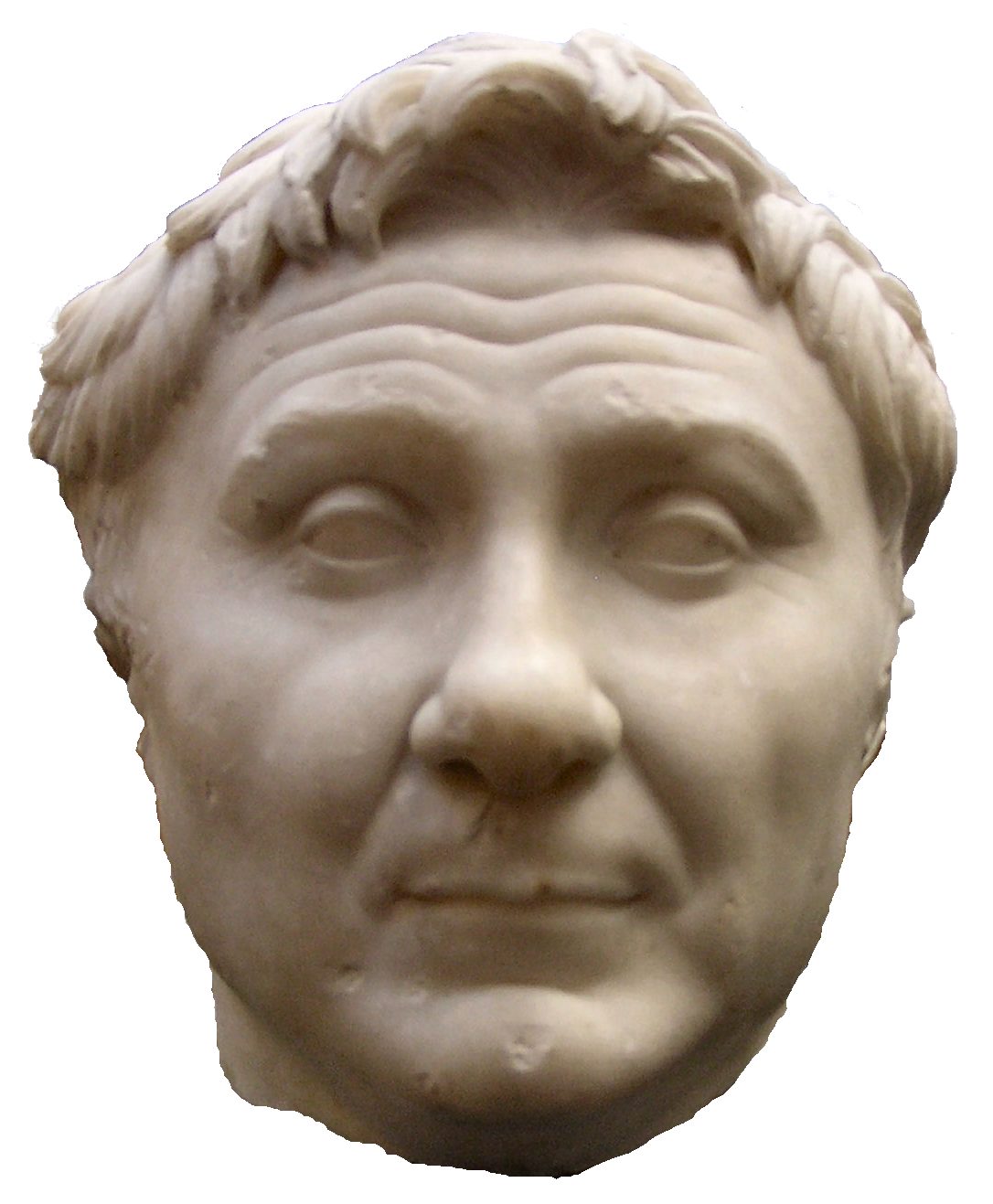
Гней Помпей Великий. Бюст з Нової гліптотеки Карлсберга в Копенгагені

У 78 році до н. е. консул Марк Емілій Лепід спробував підняти заколот серед італіків з метою скасування законів Сулли. За повідомленням Светонія, Лепід запрошував Цезаря приєднатися до заколоту, але Гай відмовився. У 77 році до н. е. Цезар подав до суду на прихильника Сулли Гнея Корнелія Долабеллу за звинуваченням в здирництві під час намісництва в Македонії. Долабелла був виправданий після того, як в його підтримку виступили найбільші судові оратори. Вимовлена Цезарем обвинувальна промова виявилася настільки вдалою, що ще довго поширювалася в рукописних копіях. У наступному році Гай почав судове переслідування іншого сулланця, Гая Антонія Гібрида, однак той запросив захист у народних трибунів, і суд не відбувся.
Незабаром після невдачі процесу над Антонієм Цезар вирушив удосконалювати своє ораторське майстерство на Родос до відомого ритора Аполлонія Молона — наставника Цицерона. Під час подорожі Цезаря захопили в полон пірати, що давно промишляли в Східному Середземномор'ї. Його утримували на невеликому острові Фармаконісі в Додеканеському архіпелазі. Пірати зажадали викуп в 50 талантів (300 тисяч римських денаріїв). Версія Плутарха, ніби Цезар з власної ініціативи збільшив суму викупу з 20 талантів до 50, напевно неправдоподібна. Античні автори барвисто описують перебування Гая на острові: нібито він жартував з викрадачами і декламував їм поеми власного твору. Після того, як посли міст Азії викупили Цезаря, він негайно спорядив ескадру для полону самих піратів, що йому вдалося зробити. Захопивши своїх викрадачів, Гай просив судити і покарати їх нового намісника Азії Марка Юнка, але той відмовився. Після цього Гай сам організував кару піратам — вони були розп'яті на хрестах. Светоній додає деякі подробиці страти як ілюстрацію м'якості характеру Цезаря:

| «Піратам, у яких він був в полоні, він поклявся, що вони у нього помруть на хресті, але коли він їх захопив, то наказав спершу їх заколоти і лише потім розіп'яти». |
Під час повторного перебування на Сході Цезар ще раз відвідав Віфінського царя Нікомеда. Він також брав участь в самому початку Третьої Мітрідатової війни на чолі окремого допоміжного загону, але незабаром покинув зону бойових дій і повернувся в Рим приблизно в 74 році до н. е. У наступному році його кооптували в жрецьку колегію понтифіків замість померлого дядька Гая Аврелія Котти.
Незабаром Цезар перемагає на виборах в військові трибуни. Точна дата його трибунату невідома: часто пропонується 73 рік, але більш імовірна датування 72-м або 71-м роком до н. е. З інших джерел відомо, що в цей час в Греції під командуванням Марка Антонія Кретіка служив якийсь Гай Юлій, якого нерідко ототожнювали з Цезарем, але більш імовірно, що це були дві різні людини. Чим займався Цезар в цей період, достовірно невідомо. Висловлюється припущення, що Цезар міг бути задіяний в придушенні повстання Спартака — якщо не в бойових діях, то принаймні в підготовці новобранців. Висловлюється також припущення, що саме при придушенні повстання Цезар близько зійшовся з Марком Ліцинієм Крассом, який в майбутньому зіграв чималу роль в кар'єрі Юлія.
На початку 69 року до н. е. майже одночасно помирають Корнелія, дружина Цезаря, і його тітка Юлія. На їх похоронах Гай сказав дві промови, що привернули увагу сучасників. По-перше, публічні виступи в пам'ять про померлих жінок практикувалися лише з кінця II століття до н. е., але і в них зазвичай згадували літніх жінок, але не молодих. По-друге, в промові на честь тітки він нагадав про її шлюб з Гаєм Марієм і показав народу його восковий бюст. Ймовірно, похорони Юлії стали першою публічною демонстрацією зображення генерала з початку диктатури Сулли, коли Марія фактично передали забуттю. У тому ж році Цезар стає квестором, що гарантувало йому місце в сенаті. Обов'язки квестора Цезар виконував в провінції Дальня Іспанія. Деталі його місії невідомі, хоча зазвичай квестор в провінції займався фінансовими питаннями. По всій видимості, Гай супроводжував намісника Гая Антистія Вета в поїздках по провінції, виконуючи його доручення. Ймовірно, саме під час квестури він познайомився з Луцієм Корнелієм Бальбом, який згодом став найближчим соратником Цезаря.
Незабаром після повернення з провінції Гай одружився з Помпеєю, онукою Сулли (вона не була близькою родичкою впливового в ті роки Гнея Помпея Великого). Тоді ж Цезар почав відкрито схилятися до підтримки Гнея Помпея: зокрема, він був чи не єдиним сенатором, хто підтримав закон Габінія про передачу Гнею надзвичайних повноважень в боротьбі з піратами. Підтримав Цезар і закон Манілія про надання нового командування Помпею, хоча тут вже його голос не був самотнім. У 66 році до н. е. Цезар став доглядачем Аппієвої дороги і відремонтував її власним коштом (за іншою версією, ремонтом дороги він займався в 65 році до н. е., будучи едилом). У ті роки головним кредитором молодого політика, який не скупився на витрати, був, ймовірно, Красс.

### Едилітет. Головування в суді
У 66 році до н. е. Цезаря обирають курульним едилом на наступний рік, в чиї обов'язки входила організація міського будівництва, транспорту, торгівлі, повсякденного життя Рима і урочистих заходів (як правило, власним коштом). У квітні 65 року до н. е. новий едил організував і провів Мегалезійські ігри, а в вересні — Римські ігри, які своєю розкішшю здивували навіть досвідчених у розвагах римлян. Витрати на обидва заходи Цезар розділив порівну зі своїм колегою Марком Кальпурнієм Бібулом, але всю славу отримав тільки Гай. Спочатку Цезар планував показати на Римських іграх рекордну кількість гладіаторів (за іншою версією, гладіаторські бої були влаштовані ним на згадку про свого батька), але сенат, побоюючись бунту безлічі збройних рабів, видав спеціальний указ, який забороняв одній людині приводити в Рим більше певного числа гладіаторів. Юлій підкорився обмеженням на кількість гладіаторів, але видав кожному з них срібні обладунки, завдяки чому його гладіаторські бої все одно запам'яталися римлянам. Крім того, едил подолав опір консервативних сенаторів і відновив всі трофеї Гая Марія, демонстрація яких була заборонена ще Суллом.
У 64 році до н. е. Цезар очолював постійний кримінальний суд у справах про розбої, що супроводжувалися вбивством ( quaestio de sicariis ). У судах під його головуванням засуджено чимало учасників проскрипцій Сулли, хоча цей диктатор видав закон, що не дозволяв вести кримінальне переслідування проти них. Незважаючи на активну діяльність Цезаря щодо засудження співучасників диктатора, активний виконавець вбивств, проскрибований Луцій Сергій Катіліна виявився повністю виправданий і зміг висунути свою кандидатуру в консули на наступний рік. Ініціатором значної частини судових процесів, однак, виступав опонент Цезаря, Марк Порцій Катон Молодший.

### Вибори великого понтифіка (63 до н.е.)
На початку 63 до н. е. помер великий понтифік Квінт Цецилій Метелл Пій, і найвища посада в системі римських релігійних магістратур стала вакантною. Наприкінці 80-х років до н. е. Луцій Корнелій Сулла повернув стародавній звичай кооптації верховних жерців колегією понтифіків, однак незадовго до нових виборів Тит Лабієн повернув процедуру обрання великого понтифіка за допомогою голосування в 17 трибах з 35. Цезар виставив свою кандидатуру; альтернативними кандидатами були Квінт Лутацій Катул Капітолін і Публій Сервілій Ватія Ісаврік. Античні історики повідомляють про численні підкупи під час виборів, через які борги Гая сильно виросли. Оскільки триби, які голосували, визначалися жеребкуванням безпосередньо перед виборами, Цезар був змушений підкуповувати представників всіх 35 триб. Кредитори Гая з розумінням поставилися до витрат на престижну, але неприбуткову посаду: успішне обрання свідчило про його популярність напередодні виборів преторів і консулів. За переказами, йдучи з дому перед оголошенням результатів, він сказав своїй матері «або я повернуся понтифіком, або зовсім не повернуся» ; за іншою версією: « Сьогодні мати, ти побачиш свого сина або верховним жерцем, або вигнанцем». Голосування відбулося, за різними версіями, або 6 березня, або в кінці року, і Цезар переміг. За версією Светонія, його перевага над опонентами виявилась величезною.
Обрання Юлія довічним великим понтифіком привернуло до нього загальну увагу і майже напевно гарантувало успішну політичну кар'єру. На відміну від фламіна Юпітера, великий понтифік міг брати участь і в цивільній, і у військовій діяльності без серйозних сакральних обмежень. Хоча, зазвичай, великими понтифіками обиралися люди, колишні консули (консуляр), в римській історії були відомі і випадки, коли цю почесну посаду займали порівняно молоді люди. Таким чином, Цезаря не могли звинуватити в тому, що великим понтифіком він став тільки через непомірні амбіції. Відразу ж після обрання Цезар скористався правом проживання в державному будинку великого понтифіка і переїхав з Субури в самий центр міста, на Священну дорогу.
Пізніше в 63 до н. е. Цезар брав участь в двох гучних судових процесах. Спочатку він виступив в ролі свідка на стороні звинувачення проти Гая Кальпурнія Пізона в справі про вимагання в провінції ( quaestio de repetundis ), але того виправдали. Незабаром (за іншою версією, вже в наступному році) Цезар захищав знатного нумедійця Масиніту, але знову програв. Процес отримав скандальну популярність через те, що Гай в запалі судових суперечок схопив спадкоємця нумідійського престолу Юбу (майбутнього царя Юбу I) за бороду. Неясно, навіщо Цезар завдав образи впливовому царевичу: це могла бути як спонтанний спалах гніву, так і ретельно розрахована акція, що використала ксенофобські настрої римського плебсу. Після винесення обвинувального вироку Гай переховував Масиніту і зумів вивезти його в Іспанію, що показало оточуючим надійність Цезаря як патрона, готового захищати своїх клієнтів за всяку ціну. Нарешті, з ім'ям Цезаря пов'язують початок суду над Рабирієм: на думку С. Л. Утченка, за спиною Тита Лабієнема, котрий формально висунув звинувачення, стояв саме Гай Юлій Цезар.

### Цезар і Катіліна
У 65 році до н. е., згідно з деякими суперечливим свідченням античних істориків, Цезар брав участь у невдалій змові Луція Сергія Катіліни з метою захоплення влади. Втім, питання про «першу змову Катіліни» залишається проблемним. Свідоцтва джерел різняться, що дає підстави деяким дослідникам і зовсім заперечувати існування «першої змови». Чутки про участь Цезаря в першій змові Катіліни, якщо навіть вона існувала, поширилися противниками Красса і Цезаря вже в 50-ті роки до н. е. і напевно не відповідають дійсності. Річард Біллоуз вважає, що поширення чуток про «першу змову» було вигідно Цицерону, а потім і політичним опонентам Цезаря.
У 63 році до н. е., після свого провалу на виборах консулів, Катіліна зробив нову, більш відому спробу захоплення влади. Про можливу причетність Цезаря до змови сперечалися ще в античну епоху, проте надійні свідчення так і не були надані. У дні кульмінації кризи Катул і Пізон вимагали від Цицерона заарештувати Цезаря за співучасть у змові, але безуспішно. На думку Едріана Голдсуорсі, до 63 року до н. е. Цезар міг розраховувати на легальні способи заняття нових посад і не був зацікавлений в участі в змові.
«Коли переможець Сулла наказав задушити Дамасіппа і інших йому подібних людей, які піднялись на нещастях держави, хто не вихваляв його вчинку? Всі говорили, що злочинні люди та любителі влади, які заколотами своїми потрясли державу, страчені заслужено. Але саме це і було початком великого лиха: варто було кому-небудь побажати чийсь будинок, або садибу, або просто начиння, або одяг, як він вже намагався, щоб власник виявився в проскрипційному списку. І ось тих, кого втішила смерть Дамасіппа, незабаром самих почали хапати, і страти припинилися тільки після того, як Сулла щедро нагородив всіх своїх прихильників».
3 грудня 63 року до н. е. Цицерон надав докази небезпеки змови, і на наступний день ряд змовників оголосили державними злочинцями. 5 грудня в сенаті, що зібрався в храмі Згоди, обговорювалася запобіжний захід для змовників: в надзвичайних обставинах було вирішено діяти без санкції суду. Децим Юній Сілан, обраний консулом на наступний рік, виступив за смертну кару — покарання, що застосовувалося до римських громадян у рідкісних випадках. Його пропозиція була зустрінута зі схваленням. Наступним виступив Цезар. Його промова в сенаті, записана Саллюстієм, напевно ґрунтується на реальному виступі Юлія. У варіанті промови у Саллюстія міститься як поширена апеляція до римських звичаїв та традицій, так і незвичайна пропозиція засудити змовників до довічного ув'язнення — покарання, котре в Стародавньому Римі майже не застосовувалося, — з конфіскацією майна. Після Цезаря виступив Цицерон, заперечуючи проти пропозиції Гая (відредагований запис його четвертої промови проти Катіліни зберігся). Втім, після виступу чинного консула багато хто, як і раніше, схилявся до пропозиції Юлія. Тоді слово взяв Марк Порцій Катон Молодший, який рішуче виступив проти ініціативи Цезаря. Катон також натякнув на причетність самого Цезаря до змови і дорікнув тим сенаторам, що вагалися, в браку рішучості. Після цього сенат проголосував за застосування до змовників смертної кари. Оскільки засідання 5 грудня проходило при відкритих дверях, то люди, котрі ззовні уважно його слухали, бурхливо реагували на виступ Катона, включно з його натяком на зв'язок Цезаря зі змовниками, а після закінчення засідання — проводжали Гая Юлія погрозами.

## Претура і намісництво у Дальній Іспанії (62—60 до н.е.)

### Претура
Ледве вступивши на посаду претора 1 січня 62 року до н. е., Цезар скористався правом законодавчої ініціативи магістрату і запропонував народним зборам передати повноваження по відновленню храму Юпітера Капітолійського від Квінта Лутація Катула Гнею Помпею. Катул займався відновленням цього храму близько 15 років і майже завершив роботу, але в разі прийняття цієї пропозиції в присвячувальному надписі на фронтоні цього найважливішого святилища Рима було б згадано ім'я Помпея, а не Катула, впливового опонента Цезаря. Гай також звинуватив Катула в розкраданні державних коштів та зажадав відзвітувати про витрати. Після протесту сенаторів претор відкликав свій законопроєкт.
Коли 3 січня трибун Квінт Цецилій Метелл Непот запропонував відкликати Помпея в Рим для розгрому загонів Катіліни, Гай підтримав цю пропозицію, хоча війська змовників вже були оточені і приречені на поразку. Мабуть, Непот — шурин Гнея — сподівався своєю пропозицією дати можливість Помпею прибути до Італії, не розпустивши попередньо свої війська. Після спровокованої Непотом масової бійки на форумі рішуче налаштований сенат прийняв надзвичайний закон про відсторонення Непота і Цезаря від посад, однак через кілька днів Гая відновили.
Восени на суді над учасником змови Катіліни обвинувачений Луцій Веттій заявив судді, що має в своєму розпорядженні доказ причетності Цезаря до змови — його лист до Катіліни. Крім того, на допиті в сенаті свідок Квінт Курій заявив, що чув особисто від Катіліни про участь Цезаря в підготовці заколоту. Втім, Цицерон на прохання Гая засвідчив, що він повідомив консулу все, що знав про змову, і тим самим позбавив Курія нагороди за інформацію та спростував його свідчення. Проти першого обвинувача Цезар діяв дуже рішуче, заарештувавши і Луція Веттія (він не з'явився на чергове засідання і не надав докази провини претора), і суддю Новія Нігеру (він прийняв донос на старшого магістрата).
У грудні 62 року до н. е. в новому будинку Цезаря проводилося свято в честь Доброї Богині за участю одних лише жінок, але воно було перерване після того, як в будинок таємно проник чоловік — Публій Клодій Пульхр. Сенатори, дізнавшись про подію, постановили вважати те, що трапилося, святотатством, а також зажадали проведення свята заново і покарання винних. Останнє означало неминучий публічний розголос особистого життя Цезаря, оскільки ходили чутки, що Клодій прибув в будинок Цезаря в жіночій сукні саме за його дружиною. Не чекаючи суду, понтифік розлучився з Помпеєй Суллой. В наступному році відбувся судовий процес, на якому Клодія виправдали, оскільки проти нього відмовився свідчити Цезар. Адріан Голдсворі вважає, що у Помпеї дійсно був роман з Клодієм, але Цезар все ж не наважився свідчити проти політика, котрий швидко набирав популярності. Крім того, більшість суддів в колегії проголосувало табличками з нерозбірливими написами, не бажаючи накликати на себе гнів ні прихильників, ні противників Клодія. Коли під час суду Цезаря запитали, чому він розлучився з дружиною, якщо він нічого не знає про те, що трапилося, він нібито відповів, що дружина Цезаря повинна бути поза підозрою (різні джерела наводять різні варіанти цієї фрази). На думку Майкла Гранта, Цезар мав на увазі, що повинна бути поза підозрою дружина  великого понтифіка  — верховного жриця Рима. Британський історик також вказує і на іншу можливу причину прискореного розлучення — відсутність дітей за кілька років шлюбу.

### Намісник Дальньої Іспанії

Кампанія Цезаря в Дальній Іспанії. Синьою пунктирною лінією позначені приблизні межі римських провінцій. У дужках вказані сучасні назви старовинних міст, курсивом у дужках — латинські назви провінцій

На початку 61 року до н. е. Цезар повинен був вирушити в провінцію Дальня Іспанія, найзахіднішу в Римській республіці, щоб керувати нею на посаді пропретора, але численні кредитори стежили, щоб він не залишав Рим, не розплатившись з величезними боргами. Проте, Красс поручився за Цезаря сумою в 830 талантів, хоча навряд чи ця величезна сума покривала всі борги намісника. Завдяки Крассу Гай вирушив до провінції ще до закінчення суду над Клодієм. По дорозі до Іспанії Цезар нібито сказав, проїжджаючи через глухе село, що « волів би бути першим тут, ніж другим у Римі » (за іншою версією, ця фраза була виголошена вже по дорозі з Іспанії в Рим).
До моменту прибуття Цезаря в слаборозвинених північній і північно-східній частинах провінції було сильне невдоволення римською владою і великими боргами. Цезар негайно набрав ополчення з місцевих жителів для підпорядкування незадоволених регіонів, що підносилося як винищення бандитів. За свідченням Діона Кассія, завдяки військовій кампанії Цезар сподівався своїми перемогами зрівнятися з Помпеєм, хоча встановити міцний мир можна було і без військових дій. Маючи в розпорядженні 30 когорт (близько 12 тисяч солдатів), він підійшов до Гермінійських гір (сучасний хребет Серра-да-Ештрела) і зажадав від місцевих племен оселитися на рівнинній території, щоб позбавити їх можливості використовувати свої укріплення в горах в разі повстання. Діон Кассій вважає, що Цезар з самого початку сподівався на відмову, оскільки розраховував використовувати таку відповідь як мотив для нападу. Після того, як гірські племена відмовилися підкоритися, війська намісника напали на них та змусили відступити до Атлантичного океану, звідки горяни перепливли на острови архіпелагу Берленго. Цезар наказав декільком загонам переправитися на острови на невеликих плотах, але лузітани перебили весь римський десант. Після цієї невдачі Гай викликав флот з Гадеса і з його допомогою переправив на острови великі сили. Поки полководець підкорював гірську Лузитанію на узбережжі Атлантичного океану, сусіди вигнаних племен почали підготовку до відбиття можливого нападу намісника. Все літо пропретор підпорядковував розрізнених лузитанів, взявши штурмом ряд поселень і вигравши один досить великий бій. Незабаром Цезар покинув межі провінції і попрямував в Бріганцію (сучасна Ла-Корунья), швидко захопивши місто з околицями. Зрештою, війська оголосили його імператором, що в термінології середини I століття до н. е. означало визнання переможним полководцем. Уже тоді Цезар проявив себе рішучим полководцем, здатним оперативно переміщувати свої війська.
Завершивши свій похід, Цезар повернувся до розв'язання повсякденних проблем провінції. Його енергійна діяльність в адміністративній сфері проявилася в перегляді оподаткування і в розборі судових справ. Зокрема, намісник скасував податок, введений як покарання за підтримку лузитанами Квінта Серторія в недавній війні. Крім того, він постановив, що кредитори не мають права стягувати з боржників більше двох третин їхнього річного доходу. В умовах складної ситуації з виплатою позик і відсотків жителями провінції подібні заходи виявилися вигідними і для позичальників, і для кредиторів, оскільки Цезар все ж підтвердив необхідність обов'язкового погашення всіх боргів. Нарешті, Цезар, напевно, заборонив людські жертвоприношення, які практикувалися в провінції.
Деякі джерела стверджують, що намісник вимагав гроші у заможних жителів провінції і оббирав нейтральні племена, але ці свідчення напевно засновані тільки на чутках. Річард Беллоуз вважає, що, якби Цезар насправді відкрито грабував провінцію, політичні опоненти негайно притягнули б його до суду після повернення в Рим. На ділі ж не було ні судового переслідування, ні навіть натяків на його початок, що свідчить, як мінімум, про обережність Цезаря. Римське законодавство I століття до н. е. передбачало відповідальність намісника за вимагання, проте не встановлювало чітких меж між подарунком і хабарем, і тому досить обережні дії могли не кваліфікуватися як хабарництво. Цезар же міг розраховувати на солідні підношення, оскільки жителі провінції (особливо багатого півдня) бачили в молодому аристократі потенційно впливового патрона — захисника їхніх інтересів в Римі. Надзвичайно енергійний захист Масінти (див. «Вибори великого понтифіка») продемонструвало їм, що Цезар піде на все заради захисту своїх клієнтів. Мабуть, найбільший дохід Цезар отримав саме від громадянської діяльності в південній частині провінції, оскільки основні військові дії велися в бідних північних і північно-східних районах Дальньої Іспанії, в яких навряд чи можна було збагатитися. Після намісництва в провінції Цезар суттєво покращив своє фінансове становище, і кредитори більше його не турбували. Ймовірно, Гай не виплатив всі борги, але довів, що здатний погашати кредити завдяки заняттю нових посад. Внаслідок цього позикодавці могли тимчасово припинити турбувати Цезаря, розраховуючи на нове, більш вигідне призначення, що згодом спробували використати противники Гая Юлія (див. «Повернення в Рим. Створення першого тріумвірату»).
На початку 60 року до н. е. Цезар вирішив повернутися в Рим, не чекаючи свого наступника. Дострокове завершення повноважень намісника з делегуванням повноважень молодшому магістрату (ймовірно, квестору) не вважалося звичайним, проте іноді практикувалося.

## Повернення в Рим. Створення тріумвірату (60—59 до н.е.)

### Вибір між тріумфом і виборами
Отримавши донесення про перемоги Цезаря, сенат визнав його гідним тріумфу. Крім цього почесного торжества, влітку 60 року до н. е. Цезар сподівався взяти участь у виборах консулів на наступний рік, оскільки він досяг мінімального віку для заняття нової посади і пройшов всі попередні магістратури в системі  cursus honorum. Однак претендент на тріумф не мав права перетинати священні кордони міста (померій) до початку заходу, а для реєстрації кандидата в консули була необхідна його особиста присутність в Римі. Оскільки дата виборів була вже встановлена, Цезар запросив сенаторів надати йому право на заочну реєстрацію. Прецедент подібного рішення в римській історії вже був: у 71 році до н. е. сенат дозволив виставити свою кандидатуру Гнею Помпею, який також готував тріумф.
Опоненти Цезаря не були налаштовані йти йому назустріч. Поставивши Гая перед вибором між тріумфом і консульством, вони, можливо, сподівалися на вибір Цезарем тріумфу, розраховуючи, що кредитори Гая не чекатимуть ще один рік, а вимагатимуть свої гроші негайно. Втім, у Цезаря була й інша причина не відкладати участь у виборах до наступного року: обрання на нову посаду в «свій рік» (лат. suo anno), тобто в перший рік, коли це було допустимо по закону, вважалося особливо почесним. На останньому засіданні сенату перед виборами, коли ще було можливо прийняти спеціальний дозвіл і, здавалося, що більшість сенаторів схильні його надати, Катон взяв слово і виголошував промову весь день, аж до самого закриття засідання. Не отримавши особливого дозволу, Цезар вирішив увійти до міста і готуватися до виборів, але, при цьому, він втратив право тріумфу

### Вибори консулів (60 до н.е.)
Кандидатів у консули було троє: Марк Кальпурній Бібул, Луцій Лукцей і, власне, Юлій Цезар. До літа 60 до н. е. Цезар узгодив співпрацю з багатим і освіченим, але маловідомим публіці Луцієм Лукцеєм — за словами Светонія, «  вони домовилися, що Лукцій обіцятиме центуріям власні гроші від імені обох ». Римський автор згадує, що у відповідь оптимати щедро підтримали грошима Бібула, які він теж витратив на підкупи виборців — його тесть Катон називав це «  підкупом в інтересах держави ».
Як правило, в кожній трибі або центурії була група людей (роздавальники —  divisores ), що займалися організацією підкупів: вони роздавали гроші окремим виборцям і інструктували їх віддавати голоси за потрібного кандидата. Нерідко роздачі здійснювалися через культові братства (лат. sodales, sodalitates). Численні порушення процедури виборів магістратів привели до появи вже в II столітті до н. е. спеціальних законів (лат. leges de ambitu), що регламентували окремі деталі передвиборчої кампанії. Винні стали підлягати спочатку десятирічному відлученню від участі у виборах, а згодом і чи не найсерйознішій мірі покарання у мирний час — вигнанню, що супроводжувалися конфіскацією майна. Проте, між 67 і 50 роками до н. е. різні види підкупів виборців стали практикуватися щорічно, так що на час виборчої кампанії через величезний попит на готівкові гроші лихварі підвищували ставки за кредитами вдвічі, з 4 % до 8 % річних.
Оптиматам, що становили більшість сенату, перемога Цезаря здавалася неминучою і тому, коли згідно закону lex Sempronia de provinciis consularibus, сенат ще до виборів мав визначити провінції, куди консулів буде відправлено намісниками після завершення терміну служби, були вибрані найменш престижні провінції. Светоній називає ці території silvae callesque — «ліси і стежки», але в перекладі М. Л. Гаспарова — «одні ліси та пасовиська». Сучасні дослідники по-різному розуміють це призначення, хоча сходяться на його незначності. За підсумками виборів, консулами на 59 рік до н. е. стали Цезар і Бібул.

### Створення політичного союзу

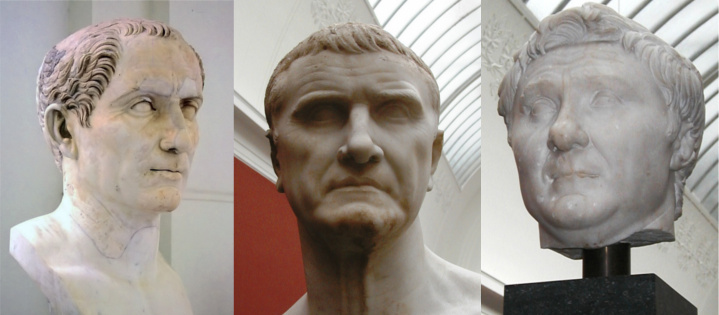
Зліва направо: Гай Юлій Цезар, Марк Ліциній Красс та Гней Помпей Великий

Приблизно того ж часу Цезар вступив у таємні переговори з Гнеєм Помпеєм і Марком Крассом про створення політичного союзу. Це було компромісне об'єднання людей, які за допомогою одне одного, хотіли втілити власні амбіції і перспективи на владу. В обмін на підтримку Гая двома найвпливовішими і багатими римлянами новий консул взяв зобов'язання провести кілька законів в їх інтересах, які раніше блокувалися сенатом. Річ у тому, що Помпей, який повернувся з Третьої Мітрідатової війни ще в 62 році до н. е., до сих пір не добився ратифікації всіх розпоряджень, зроблених в східних провінціях. Він також не міг подолати опір сенату в питанні про надання земельних наділів ветеранам його армії. Причини для невдоволення сенатом були і у Красса, який захищав інтереси публіканів (відкупників податків), які безуспішно просили знизити суму відкупу для провінції Азія. Завдяки об'єднанню навколо Цезаря обидва політики сподівалися подолати опір сенаторів і провести вигідні для себе закони. Неясно, що отримував від союзу Цезар. Безперечно, йому було вигідно вже саме зближення з двома впливовими політиками і їх не менш високопоставленими друзями, клієнтами і родичами. Існує версія, що при організації тріумвірату Цезар виношував плани захоплення влади з його допомогою (подібну точку зору поділяли, зокрема, Теодор Моммзен і Жером Каркопіно). М. О. Машкін критикує подібний підхід як заснований на наступних подіях і передбачає, що спочатку об'єднання замислювалося як короткострокове, але зміна ситуації згуртувала учасників тріумвірату і перетворила їх союз в довготривалий; подібну точку зору повністю поділяв С. Л. Утченко, який також зазначав, що союз мав ще й яскраво виражену антисенатську спрямованість. Нарешті, Еріх С. Грюен припустив, що за допомогою тріумвірату Цезар сподівався здійснити власну програму широких реформ.
Незважаючи на те, що Помпей і Красс давно ворогували і навіть перешкоджали проведенню законів в інтересах один одного, Цезарю вдалося примирити їх. Светоній стверджує, що спершу Цезар вступив у союз з Помпеєм, проте Крістіан Мейер вважає, що спочатку він домовився про співпрацю з ближчим йому Крассом. Не виключено, що планувалося включення в політичний союз і четвертого члена — Цицерона. Об'єднання трьох політиків відоме тепер як перший тріумвірат (лат. triumviratus — «союз трьох чоловіків»), проте цей термін виник за аналогією з більш пізнім другим тріумвіратом, члени якого офіційно іменувалися тріумвірами. Точна дата створення тріумвірату невідома, що є наслідком його таємного характеру. Слідом за суперечливими версіями античних письменників різні версії пропонують і сучасні історики: липень-серпень 60 року до н. е., період незадовго до виборів або незабаром після їх проведення або 59 рік до н. е. (в остаточному вигляді).

### Консульство (59 рік до н.е.)
На самому початку консульства Гай наказав щодня оприлюднювати протоколи засідань сенату та народних зборів: мабуть, це було зроблено для того, щоб громадяни могли відслідковувати дії політиків. У перші дні січня Гай оголосив в сенаті і свій проєкт аграрного закону. Ймовірно, така поспішність була викликана бажанням провести нову постанову до кінця місяця, поки Цезар був головним з двох консулів. Між першим оголошенням законопроєкту і голосуванням по ньому, за римськими законами, повинно було пройти три нундіни (лат. nundinae — базарні дні) — за різними версіями, 17 або 24 дні, протягом яких з проєктом постанови могли ознайомитися всі римляни. Законопроєкт Гая був вельми помірним. Перш за все, не планувалося проводити конфіскацію у великих землевласників (незайнятої землі в Італії залишалося небагато), а ділянки повинні були куплятись тільки у тих, хто бажав продати землю. Гроші на цей захід Цезар мав намір отримати від податків з територій, приєднаних Помпеєм. Для запобігання спекуляціям сім'ї, які отримали землю, не могли продавати її протягом 20 років. Скористатися законом Цезаря могли не тільки ветерани Помпея, а й міська біднота (пролетаріат). Для контролю за розділами землі створювалася комісія з двадцяти осіб, до якої увійшли, зокрема, Помпей та Красс. Першими сенаторами, до яких звернувся Гай під час обговорення даного питання, стали якраз Помпей і Красс. Підтримка пропозиції цими шанованими і впливовими політиками визначила доброзичливе ставлення більшості інших сенаторів до законопроєкту. Втім, прихильники Катона рішуче заперечували проти ініціативи Цезаря, а другий консул Бібул вказував, що організація голосування незаконна через несприятливі небесні знамення. Перед голосуванням по аграрному закону в народних зборах обстановка в Римі була дуже складною, і прихильники прийняття закону побилися з противниками; за повідомленням Плутарха,

| «по шляху до форуму на голову Бібула вивернули кошик гною, потім напали на його лікторів і поламали їм різки, і, нарешті, полетіло каміння і дротики, багато хто був поранений, а всі інші прожогом бігли з форуму». |
Незважаючи на опір Бібула і ряду сенаторів на чолі з Катоном, які побоювалися подальшого зростання популярності Цезаря, пропозиція була прийнята на народних зборах.
Втім, потреби в землі для потребуючих були дуже великі, а великі землевласники неохоче продавали ділянки державі. Для задоволення попиту на землю Цезар запропонував ввести в обіг велику ділянку в Кампанії, яка залишилась в державній власності. Пріоритет в розподілі землі на цій ділянці був відданий багатодітним сім'ям з трьома і більше дітьми, яких виявилося понад 20 тисяч. Марк Порцій Катон Молодший спробував зірвати прийняття нового закону черговою обструкцією, але був рішуче зупинений консулом:

| Цезар наказав прямо з ораторського підвищення відвести його до в'язниці, але і тут Катон не занепав духом, не замовк, навпаки, по дорозі до в'язниці він продовжував говорити про новий закон, закликаючи римлян приборкати тих, хто вершить справи держави подібним чином.[j] |
Зрештою, закон був прийнятий.
Незабаром після нападів на форумі інший консул, Марк Кальпурній Бібул, заявив про загрозу своєму життю і замкнувся в будинку, обмеживши участь в політиці виданням едиктів. У них другий консул вказував на несприятливі небесні знамення, які нібито супроводжували голосування щодо законів Цезаря. За римською традицією, народні збори не могли скликатися всупереч волі богів, яка виражалася в тому числі в небесні знамення. На цих підставах Бібул ставив під сумнів законність процедур, за допомогою яких Цезар проводив свої закони. Втім, для знавців права розв'язання питання про легітимність народних зборів і прийнятих ними законів представляло дуже складну юридичну проблему. Крім апеляції до порушення формальних процедур, Марк Кальпурній поширював скандальні подробиці про особисте життя Цезаря і Помпея. Едикти Бібула виставлялися для загального огляду і користувалися великою популярністю: за словами Цицерона,

| «через те місце, де вони виставляються, не можна пройти через скупчення людей, які їх читають». |
У цих ретельно продуманих едиктах містилося дуже багато недостовірної інформації, і вони стали джерелом ряду чуток і пліток про Цезаря.
У рамках домовленостей про створення тріумвірату Цезар домігся прийняття законів про затвердження розпоряджень Помпея на Сході і про перегляд системи оподаткування в провінції Азія: сума, яку вносилась відкупниками, знижувалася на одну третину, і вони могли отримувати значно більший прибуток з провінції. Проти першого указу виступав Лукулл, попередник Помпея по командуванню в Третій Мітрідатовій війні, однак Гай пригрозив засудити його, і полководець, за словами Светонія, кинувся до ніг консула. Ще одним законом Цезаря стало проведення через народні збори закону про вимагання та хабарництва намісників ( lex Iulia repetundarum , або  lex Iulia de rebus repetundis ). Цей указ надзвичайно детально описував сфери відповідальності римських намісників та легатів. Завдяки своїй доскональности закон діяв ще довгий час і часто цитувався юристами імператорської епохи. На відміну від попередніх законодавчих ініціатив Гая Юлія, цей указ не зустрів опору при прийнятті. Річард Біллоуз, однак, вважає, що закон про вимагання в основному лише систематизував норми колишніх законів. Крім того, Майкл Грант звертає увагу, що закон регламентував діяльність магістратів, але, як і раніше, ігнорував самоуправство відкупників податків. Нарешті, Цезар від імені Римської республіки визнав Птолемея XII Авлета фараоном Єгипту, що було рівнозначне відмові від домагань на Єгипет з використанням широко відомого в Римі заповіту (напевно підробленого) Птолемея XI Олександра II. Згідно з цим документом, Єгипет повинен був перейти під владу Риму, подібно до того, як за заповітом Атталі III до Римської республіки відійшло Пергамське царство. Античні історики повідомляють, що питання залагодили за величезний хабар, який розділили між собою тріумвіри.
Питання майбутнього намісництва дуже турбувало Цезаря і рішення сенату 60-того року відправити його у не престижну провінцію не могло задовольнити самого Юлія і його кредиторів, які очікували, що за допомогою грабежу підконтрольної території перспективний політик розрахується з боргами. Навесні 59 року до н. е. плебейський трибун Публій Ватіній, прихильник Цезаря, запропонував передати Гаю право управління провінціями Цизальпійська Галлія і Іллірик, а також трьома легіонами на п'ять років замість традиційного одного року, що було безпрецедентною мірою. Ухвалення нового закону анулювало колишнє призначення Цезаря на silvae callesque. Мабуть, Цезар сподівався заручитися підтримкою населення Цизальпійської Галлії, щедро роздаючи права римського громадянства, а з Іллірики Гай Юлій, можливо, мав наміри розпочати похід вглиб Балканського півострова. Незабаром помер намісник Трансальпійської (Нарбонскої) Галлії Квінт Цецилій Метелл Целер, і Помпей запропонував доручити управління цією провінцією Цезарю разом з ще одним додатковим легіоном. Можливо, Помпей керувався міркуваннями про необхідність об'єднання Цизальпійської і Трансальпійської провінцій під командуванням одного полководця в досить імовірній війні в Галлії: під час Кімврської війни півстолітньої давності в цьому ж регіоні відсутність єдиного командування на першому етапі війни призвела до чутливих для Риму поразок. Нову провінцію Цезарю додав сенат, який зібрався в неповному складі (багато його членів продовжували ігнорувати засідання).
Послідовність і точні дати проведення законів Цезаря реконструюються по-різному, що викликано відсутністю абсолютної хронологічної прив'язки в джерелах при наявності лише ряду непрямих вказівок. Відновлення хронології може ускладнюватися ще й можливим використанням повноважень великого понтифіка Цезарем для додавання до календаря 13-го високосного місяця мерцедонія в кінці лютого. За датування Лілі Росс Тейлор, 1 або 2 січня Цезар запропонував перший аграрний закон, між 25 і 27 січня відбулося голосування в коміції і прийняття закону. Приблизно 28 січня другий консул Марк Кальпурній Бібул посилається на несприятливі знамення і за підтримки трьох трибунів намагається накласти вето, але безуспішно, і близько 29 січня закривається в своєму будинку. На початку лютого, на думку американської дослідниці, сенатори присягнули на підтримку закону, в лютому-березні створюється комісія для здійснення положень закону. Потім, в березні або на початку квітня приймаються декрети про визнання Птолемея XII Авлета єгипетським царем і про відкупи в Азії. Приблизно 1 травня Цезар запропонував другий аграрний закон (lex Campana) і майже одночасно — закон про затвердження розпоряджень Помпея; голосування по ним відбулося наприкінці місяця. На думку Тейлор, близько 2-3 травня відбулося весілля Помпея і доньки Цезаря Юлії, а незабаром Цезар одружився з Кальпурнією, донькою Луція Кальпурнія Пізона Цезоніна. Пропозиція закону Ватінія, віднесена спочатку до травня, Тейлор згодом запропонувала вважати більш раннім (березень замість травня), як і голосування по ньому (друга половина травня замість початку червня). Нарешті, закон про вимагання та хабарництво намісників ( lex de repetundis ) приймався, ймовірно, вже в другій половині року.
Восени римлянин Луцій Веттій заявив, що ряд відомих римлян готує змову проти Помпея (за іншою версією, цілями замаху були заявлені Помпей і Цезар). Спочатку Веттій дав свідчення перед сенатом, повідомивши про причетність ряду відомих політиків і молодих нобілів, потім Цезар змусив його повторити свої свідчення перед народом. При перерахуванні імен на публіці Веттій промовчав про участь Марка Юнія Брута і додав ряд нових імен, що підірвало довіру до його свідчень. Незабаром його знайшли у в'язниці убитим. Причетність Цезаря до організації справи Веттія є спірною, але консул в будь-якому випадку зумів використати його свідчення в своїх цілях:
Справа була вельми темна, але Цезар скористався нею, щоб підбурювати натовп. Допит Веттія відклали на наступний день, але вночі він був убитий у в'язниці. Про те, що трапилося, йшли найрізноманітніші здогадки і припущення, і Цезар не забув цим скористатися, кажучи, що Веттія вбили ті, хто боявся його показань. Врешті-решт він домігся того, що народ дав йому право боротися проти всіх підступів.
Незважаючи на значну підтримку ініціатив Цезаря на початку року, вже до кінця 59 року до н. е. популярність тріумвірів сильно впала. На думку С. Л. Утченка, це було пов'язано з тим, що тріумвірат, на який покладалася надія по боротьбі з узурпацією реальної влади вузьким колом нобілів — сенаторів, сам почав контролювати все життя Риму. Втім, Цезар у наступному році віддалявся в провінцію, і тому в майбутньому основними мішенями противників тріумвірату мали стати Помпей і, меншою мірою, Красс.

## Завоювання Галлії (58—50 рр. до н.е.)
З 58 до н. е. Цезар у чині проконсула управляв Нарбонською Галлією (сучасний південь Франції). Вже на самому початку свого управління Цезарю довелося зіткнутися з нападом кельтського племені гельветів. Через натиск германців гельвети були змушені залишити свої землі на території сучасної Швейцарії і перебратися на територію Римської республіки, а саме на землі союзного римлянам племені едуїв. У 58 до н. е. Цезар завдав поразки гельветам і відкинув їх з римської території. Після цього Цезар здійснив похід на германців і розбив загони їхнього вождя Аріовіста.
У 57 до н. е. Цезар розпочав повномасштабне завоювання Галлії. Війська Цезаря розгромили племена белгів і вийшли до Луари. Але, незабаром, підкорені галли повстали і Цезарю разом з Децімом Брутом Альбіном довелося придушувати їхнє повстання.
У 55 до н. е. Цезар відбив набіг германських племен і першим з римлян перейшов разом зі своїм військом Рейн і побував у Германії. У тому ж році Цезар здійснив похід до Британії, але там він не закріпився — британський похід мав розвідувальний характер. У 54 році до нашої ери Цезар знову здійснив похід до Британії і завдав поразки місцевим кельтським племенам.
У 52 до н. е. галльські племена об'єдналися під керівництвом вождя Верцингеторикса і підняли повстання проти римлян. Спершу галлам вдалося відрізати Цезаря від його основних військ, але римський полководець обманним маневром вийшов з оточення і з'єднався з своїми військами. У важких боях Цезар придушив повстання. У вирішальній битві при Алезії повстанці були розбиті, а Верцингеторикс здався. До 50 до н. е. завоювання Галлії було завершене.

## Громадянська війна (49—45 рр. до н.е.)
Поки Цезар перебував у Галлії, тріумвірат припинив своє існування: Марк Красс загинув ще у 53 до н. е. у битві з парфянами, а Помпей, після смерті своєї дружини Юлії, яка була дочкою Цезаря, припинив політичні стосунки з Цезарем. У середовищі сенатської аристократії запанувала думка, що Цезар загрожує республіканському устрою, тому сенат почав активно підтримувати Помпея, як противагу Цезарю. Сенат збільшив повноваження Помпея, натомість почав вимагати від Цезаря якнайшвидше покинути Галлію і скласти свої повноваження. Останньою краплею для Цезаря стало переслідування в Римі народних трибунів, які підтримували Цезаря — Марка Антонія і Квінта Кассія Лонгіна. У грудні 50 до нашої ери вони втекли до Цезаря в Галлію. Після цього Цезар на чолі неповного XIII легіону рушив до кордону Галлії з Італією який проходив по річці Рубікон.
10 січня 49 до н. е. зі словами «Жереб кинуто» Цезар перейшов на чолі свого війська Рубікон. Цезар просувався Італією без опору, численні міста здавалися йому без бою. Помпей не встиг зібрати достатні сили, тому в березні 49 до н. е. вимушено евакуювався на Балканський півострів, де перебувала його головна армія. Тимчасом Цезар без бою зайняв Рим і зумів захопити державну казну, поволі переманюючи на свій бік багатьох помпеянців, що залишилися в Італії.
У 48 р. до н. е. Цезар із військом перебрався на Балканський півострів. У першій битві біля Діррахія Цезар зазнав поразки і був змушений відійти вглиб Греції. Досвідчений Помпей спершу хотів залишитися в укріпленому таборі і не переслідувати військо Цезаря, але піддався впливу римських аристократів, які вимагали добити армію Цезаря, і рушив у Фессалію за Цезарем. 6 червня 48 р. до н. е. у битві при Фарсалі Цезар розгромив армію Помпея. Втративши все своє військо Помпей втік у Єгипет, де був убитий придворними малолітнього фараона Птолемея XIII.
Слідуючи за Помпеєм, Цезар потрапив у Єгипет, проте після смерті противника він не одразу повернувся до Риму. У Єгипті на 9 місяців його затримала міжусобна боротьба Клеопатри VII і Птолемея XIII. Після повернення з Єгипту він блискавично швидко переміг боспорського царя Фарнака II, який намагався відновити Понтійське царство, а також протистояв помпеянцям на чолі з Сципіоном, неподалік міста Тапс. І вже влітку 46 року до н. е. Цезар гучно відсвяткував 4 тріумфи — на честь своїх перемог у гальських завоюваннях, александрійській війні, понтійській війні та африканській кампанії.
Протягом 46—45 до н. е. Цезар остаточно зламав опір помпеянців в Африці та Іспанії.
У березні 45 року до н. е. відбулася вирішальна битва при Мунді, що поклала край громадянським війнам. Проте для Цезаря вона була найскладнішою, адже йому довелося боротися з синами Помпея Секстом та Гнеєм, а також Тітом Лабієном, колишнім своїм прибічником, який його зрадив і, зібравши сили у вигляді приблизно 8-9 легіонів, виступив на боці помпеянців. Як скаже сам Цезар, що коли в попередніх битвах він боровся за перемогу, то в битві при Мунді він боровся за власне життя. Як би там не було, та Цезар переміг і цього разу, відзначивши вже п'ятий тріумф — іспанський.

## Диктатура Гая Юлія Цезаря (49—44 рр. до н.е.)
У жовтні 49 року до н. е., вже після переходу річки Рубікон та після перемоги при Ілерді, Цезар перший раз став диктатором. Це було умовне призначення, що несло суто республіканський характер. Друге призначення диктатором було у 48 році до н. е. після битви при Ферсалі. Того ж року окрім диктаторства йому було надано — tribumcia potestas — пожиттєву трибунську владу.
Під час єгипетської кампанії вороги Цезаря у Римі не втрачали свого часу і згуртовували свої сили для того, щоб знову завдати удару. Проте, залишений Цезарем в якості заступника, Марк Антоній намагався всіляко впорядковувати справи, та придушувати повстання, що виникали через заборгованість різних прошарків римського населення. Зрештою, щоб не опинитись в оточенні одних ворогів та погасити соціальну напругу, Цезар був змушений повернутися в Рим у 45 н. е. Через деякий час після повернення, Цезаря було проголошено диктатором на термін 10 років, що було вперше, адже до того, на цю посаду призначали лише на півроку.
Після завершення громадянської війни у 45 до н. е. Цезар отримав — dictator perpetuus — довічну диктаторську владу, ставши необмеженим у своїй компетенції одноосібним правителем Середземномор'я.
Важливою складовою успіху Цезаря була його армія. Та це й не дивно, адже йому служило сильне військо, в якому Цезар мав неабиякий авторитет. До своїх воїнів він ставився з надзвичайною повагою і терпимістю, караючи лише бунтівників та втікачів. Завжди в бою він був на рівні із своїми легіонерами і вирізнявся особливою витривалістю та мужністю. Транквіл пише, що важко сказати чого було більше в його військовій тактиці — сміливості чи обережності, адже в битви він вступав тільки все добре розрахувавши і продумавши все до останньої дрібниці. Цим всім він добився від своїх воїнів надзвичайної вірності та відваги, що ті могли працювати без платні, харчуючись лише одним хлібом з кореня трави, а у випадках, коли вони провинились, вони самі вимагали покарань. Його військо було його справжньою опорою та підтримкою, що забезпечило його шлях до встановлення диктаури.
Після тріумфу в 45 році до н. е. відбулося фактичне встановлення монархічної влади. З отриманням довічної диктатури він став імператором. Відтепер частинка «імператор» постійно вживалась поряд з його іменем і званням — imperator Gaius Julius Caesar. Він отримав право на необмежену владу над провінціями. Важливою перевагою також було отримане ним від сенату і народу право рекомендації кандидатів на магістратські посади. Таким чином вибори на посади перетворилися в призначення, продиктоване всемогутнім правителем.
Окрім того, його особа вважалась священною та недоторканою. Sacrosanctus — це звання означало, що він перебував під особливим покровительством богів. І тому Цезар мав право носити особливий одяг — червоний плащ та черевики, а ще лавровий вінок, все це відзначало його, як тріумфатора. До того ж, він мав спеціальне крісло з слонової кістки та з золотими прикрасами. Це були не просто пишні забаганки, цим усім він хотів впровадити ідею монархії в римське республіканське суспільство, привчити його до нової політичної реальності і імперської ідеології.

## Реформи Гая Юлія Цезаря
Ставши диктатором він одразу взявся реформувати державу. Впершу чергу він укріпив державні структури, реорганізував сенат, розширивши його, він включив до нього своїх прибічників. Таким чином із сенату, який до цього був йому загрозою, він зробив надійну та міцну опору своїй владі. Далі він вів активну провінційну політику, яка мала на меті більш органічне об'єднання центру Риму, Італії та численних провінцій, перетворення їх із дохідних маєтків на органічні частини Римської держави.
Окрім цього, він провів ряд важливих реформ, що значно поліпшило внутрішнє економічне, політичне та соціальне становище Риму. Він планував далі розширяти території та покращувати ситуації на кордонах імперії. Він хотів здійснити похід в Сирію, завоювати парфян, цим самим продовживши справу Красса. Також він планував нові будівництва храмів, театрів, бібліотек. Він проектував прориття Коринфського перешийка, розширення Остії, осушення Помптінськіх боліт, Фуцинського озера. Це все стояло на черзі і могло б втілитись в життя, якби не трагічна смерть в результаті підлої змови.

## Вбивство Гая Юлія Цезаря. Наслідки
У березні 44 до н. е. група сенаторів на чолі з Гаєм Кассієм Лонгіном і Марком Юнієм Брутом організувала змову з метою вбивства Цезаря, яке відбулося на засіданні сенату 15 березня. Відразу після скоєного, змовники зайняли Капітолій, а після цього оголосили зібрання конції, аби повідомити народу про вбивство диктатора і відновлення Республіки, але не отримали очікуваної підтримки; в день поховання Цезаря народ остаточно став на сторону його «партії», яку очолював Марк Антоній.  Влітку 44 до н. е. змовники роз'їхалися по провінціях. Поступово розгорілася громадянська війна, в якій змовники до кінця 42 до н. е. зазнали поразки і загинули один за одним.
Згідно заповіту Цезаря, його внучатий племінник Октавіан Август отримав більшу частину спадщини, що згодом допомогло йому стати першим римським імператором.

## Підсумки епохи Юлія Цезаря
Епоха правління Гая Юлія Цезаря внесла свої корективи в подальшу історію Римської держави. Насправді, форма республіки вже була застарілою для тодішніх суспільно-політичних реалій. Вона починала сама себе вичерпувати, імперія ж була новою сходинкою розвитку величної Середземноморської держави.
Цезар планував створення централізованих державних інститутів, особливої військової організації, нових соціальних структур, що виражали і підтримували нову монархію — Римську імперію. Звичайно, реформи Цезаря лише намітили шляхи формування основ імперії, її будівництво займе ще багато часу, але Цезар відчув і визначив загальний напрямок цього руху і тому може розглядатися як фундатор Римської імперії.

## Гай Юлій Цезар— письменник

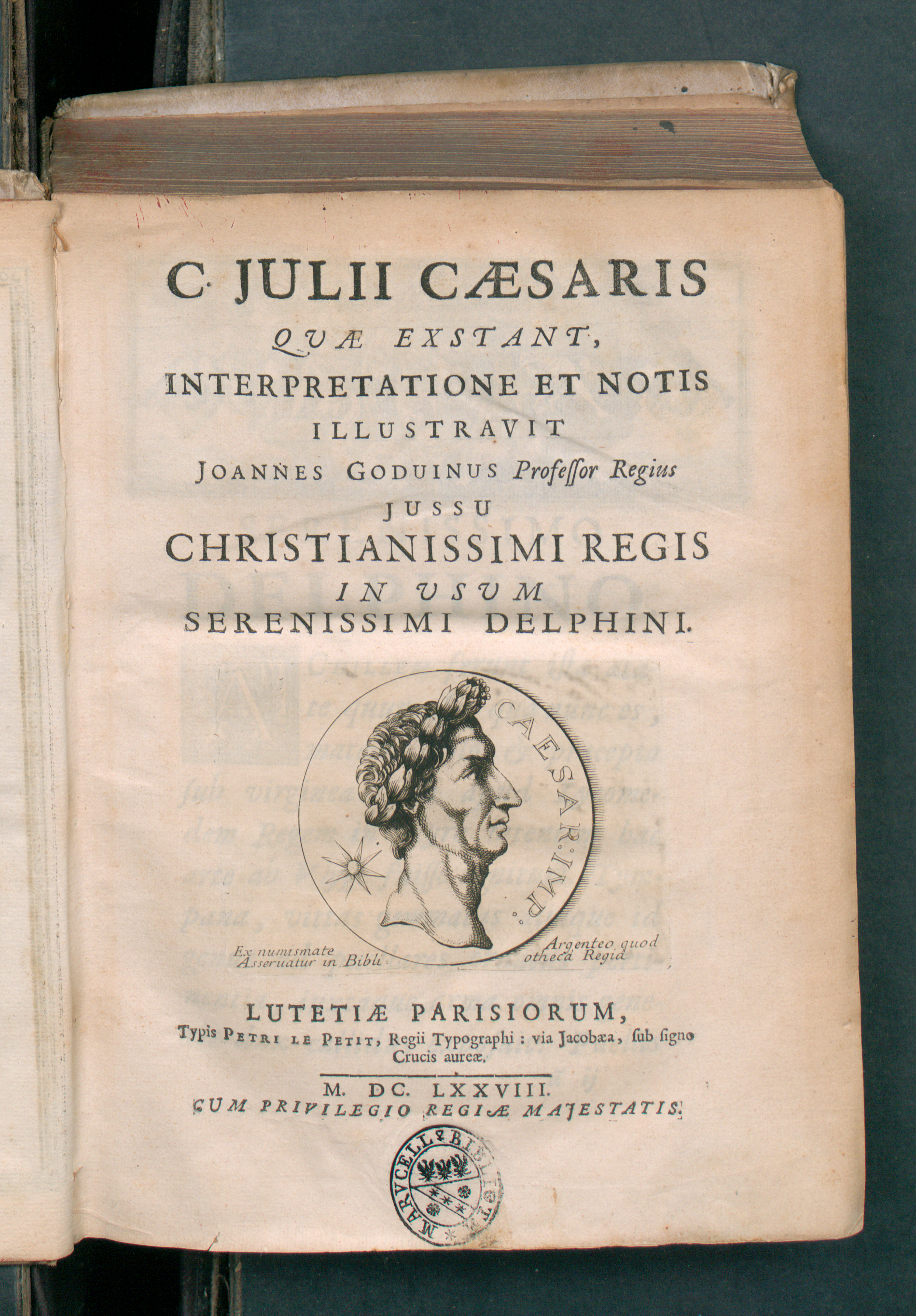
C. Iulii Caesaris quae extant, 1678

Цезар був не тільки полководцем, але й письменником, одним з найкращих римських прозаїків. З його творів збереглися «Нотатки про Галльську війну» — 7 книг — важливе історичне джерело для вивчення суспільного ладу, побуту й культури кельтських і германських племен І століття до н. е.
А також «Нотатки про громадянську війну» — 3 книги. Для них характерна продуманість, ясна композиція, проста невимушена розповідь, точна мова, конкретність образів і тонка характеристика, як поодиноких людей, так і цілих народів (особливо галлів).
Із творів Цезаря, які не збереглися до наших днів, найоб'ємнішими були, ймовірніше за все, збірники його промов і листів. Відверто політичний характер мали два його памфлети, які називалися «Anticatones». Гай Юлій написав їх в 45 році до н. е., у військовому таборі в долині Мунда.
Чисто літературними творами були віршовані авторства Цезаря: «Похвала Геркулесу», трагедія «Едіп», поема «Iter», де описана його подорож із Риму до Іспанії в 46 році до н. е.
Існують свідчення і про науковий твір Цезаря у двох книжках — «De analogia». Це граматичний трактат, в якому аналізується відома граматична суперечка між аналогістами і аномалістами і розв'язується на користь перших, тобто, на користь принципу закономірності.

### Афоризми та висловлювання
- Alea iacta est (з лат., дослівно — Гральну кістку кинуто, Жереб кинуто) — слова, які нібито промовив Юлій Цезар (лат. Imperator Gaius Iulius Caesar) 10 січня 49 року під час переправи зі своєю армією через річку Рубікон (Північна Італія).

- Veni vidi vici (лат. «Прийшов, побачив, переміг») — латинський вислів; слова, якими, як записав Плутарх у своїх «Висловах царів і полководців», Юлій Цезар повідомив свого друга Амінція в Римі про перемогу, швидко здобуту ним у битві біля міста Зеле.

- «Et tu, Brute? (І ти, Бруте?)» — відомий латинський вираз, який помилково приписують Гаю Юлію Цезарю. «І ти, Бруте?» зазвичай кажуть близькій людині в разі зради, частіше з іронією. Джерелом цієї фрази є останні слова персонажа Юлій Цезар з одноіменної трагедії Шекспіра. Насправді, Цезар наприкінці свого життя звернувся до Брута зі словами: «І ти, дитя моє?», — саме так зазначає античний історик Светоній, при чому, в його рукописах ця фраза записана не латиною, а грецькою мовою.[36]

### Переклади українською
Перший повний український переклад «Нотаток про Галльську війну» Гая Юлія Цезаря був опублікований у львівському видавництві Апріорі в 2021 році. Переклад з латини зробив відомий філософ, перекладач античної літератури, професор Володимир Литвинов.
- Гай Юлій Цезар. Нотатки про війну з галлами / Пер. з лат. В. Д. Литвинова. – Львів: Видавництво «Апріорі», 248 с. — 1000 прим. — ISBN 978-617-629-745-1.

## Образ Юлія Цезаря в художніх творах

### Кіно й телебачення

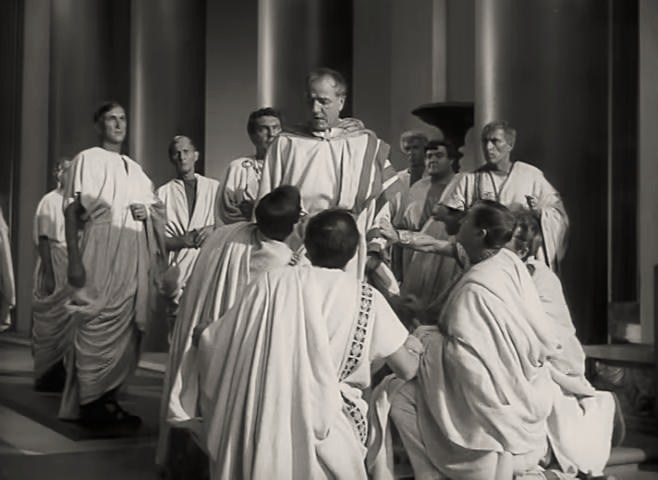
Юлій Цезар у фільмі 1953 року

Гая Юлія Цезаря зображено в фільмах:
- Юлій Цезар (1908, німий)
- Кай Юлій Цезар (1914, німий) — екранізація однойменної п'єси Шекспіра
- Клеопатра (1917, німий, втрачений)
- Клеопатра (1934)
- Цезар і Клеопатра (1945)
- Юлій Цезар (1950) — екранізація однойменної п'єси Шекспіра
- Юлій Цезар (1953) — екранізація однойменної п'єси Шекспіра
- Спартак (1960)
- Юлій Цезар і війна за галлами (1962)
- Юлій Цезар проти піратів (1962)
- Цариця для Цезаря (1962)
- Клеопатра (1963)
- Юлій Цезар (1970) — екранізація однойменної п'єси Шекспіра
- Ксена — принцеса-воїн (1995—2001)
- Астерікс і Обелікс проти Цезаря (1999)
- Клеопатра (1999)
- Друїди (2001)
- Юлій Цезар (2002)
- Астерікс і Обелікс: Місія «Клеопатра» (2002)
- Римська імперія: Август (2003)
- Клеопатра (2003)
- Спартак (2004)
- Рим (2005—2007)
- Астерікс на Олімпійських іграх (2008)
- Астерікс і Обеликс у Британії (2011)
- Спартак: Війна проклятих (2013)

## Зауваги
1. ↑  Красс загинув ще у 53 до н.е.
2. ↑  Точна дата невідома: Веллей Патеркул згадує, що ініціатива виходила в тому числі і від Марія, померлого в січні 86 року до н. е., Светоній називає організатором призначення лише Цинну, а Плутарх і зовсім відносить спробу стати фламіною вже до диктатури Сулли (82-79 роки до н. е.)
3. ↑  Громадянська корона надавала своєму власникові ряд привілеїв. По-перше, сенатори повинні були вставати, коли володар нагороди входив в римську курію; по-друге, нагородженому було дозволено носити цю нагороду на громадських заходах. Відомо також, що після битви при Каннах в спорожнілий сенат були включені в тому числі і власники цієї нагороди. Можливо, при Суллі, котрий розширив сенат удвічі, ця процедура була повторена.
4. ↑  Оскільки Цезар походив із патриціїв, він не міг претендувати на посаду плебейського (народного) трибуна.
5. ↑  За словами історика Ернста Бедіана, «численні пізні античні автори, які розглядали військову кар'єру Цезаря, не могли б упустити цього призначення легатом»
6. ↑  Історично великому понтифіку заборонялося покидати Італію, але вже в II столітті до н. е. це обмеження де-факто не діяло.
7. ↑  У постійних кримінальних судах (quaestiones perpetuae) судді повинні були голосувати восковими табличками, куди вписувалися перші літери слів: Absolve (звільнити, іноді розшифровується як Absolvo — звільняю), Condemno (засуджую), або Non Liquet (не ясно).
8. ↑  За сучасними підрахунками, борги Цезаря до цього часу становили 25 мільйонів сестерціїв. Утім, ще на початку 60-х років до н. е., за свідченням Плутарха, Цезар вже мав борги на 1300 талантів, що становить понад 30 мільйонів сестерціїв)
9. ↑  За іншою версією, Катон спробував провести обструкцію ще під час обговорення першого аграрного закону.
10. ↑  Авл Геллій (Аттичні ночі, IV, 10) додає, що слідом за заарештованим Катоном пішли майже всі сенатори.
11. ↑  У I столітті до н. е. податки в римських провінціях стягувалися за посередництвом відкупників. Останні вносили до державної скарбниці фіксовані суми грошей з кожної провінції і отримували право збирати податки на місцях з прибутком для себе.

### Антична література
- Плутарх. Сравнительные жизнеописания. — 120. (рос.)
- Светоній. Жизнь двенадцати цезарей. — 121. (рос.)

### Статті
- Wiseman T. P.. После мартовских ид / Перевод с англ. Т. Г. Баранниковой под ред. О. В. Любимовой. // Oxf.. — 2009. — С. 211—234. (рос.)